# Ny ekonomisk politik
Ny ekonomisk politik (NEP) (ryska: новая экономическая политика, novaja ekonomitjeskaja politika) syftar på den ekonomiska politik som temporärt infördes i Sovjetunionen 1921 men upphävdes inför antagandet den första femårsplanen 1928. Politiken inleddes under Vladimir Lenins tid som statsöverhuvud och var i begränsad omfattning blandekonomisk. "En tillfällig kompromiss med kapitalismen", brukar den kallas. Efter Josef Stalins makttillträde infördes en renodlad planekonomi.
Under NEP fick en viss del av böndernas skörd säljas på en fri marknad, och resten distribuerades via staten. Lenin hade vissa idéer om att släppa in utländska investeringar för att få fart på landets industri och ekonomi men mötte motstånd av politbyrån, huvudsakligen av Nikolaj Bucharin, Lev Trotskij och Stalin. 
En speciell klass av privata handlare, så kallade NEP-män bildades som bedrev diverse handel med bristvaror. Dessa levde inget tryggt liv utan greps ofta för påstådda eller verkliga lagöverträdelser. Under NEP-perioden skapades också nomenklaturan, det vill säga en privilegierad ledarklass. År 1923 hade förteckningen av centralutnämnda privilegierade funktionärer hela 5 500 namn. Nomenklaturan levde vidare ända tills Sovjetunionens sammanbrott vid slutet av 1980-talet. Avsikten var att skapa en betrodd kontrollmekanism, men i verkligheten bildades ett slags feodalt system med personliga allianser, lojaliteter och korruption.

## Kulturpolitik under NEP
Under NEP-perioden introducerades dels en massiv läs- och skrivbildning av befolkningen och dels en mer medveten kontroll av konstnärlig verksamhet i landet. Från början, då man saknade bolsjevikförfattare, accepterades radikala författare bara de hade vissa tydliga beröringspunkter med partiets linje. Trotskij kallade dessa för medpassagerare. Författare som Vladimir Majakovskij, Sergej Jesenin och Maksim Gorkij accepterades och var på partiets lönelista, trots att de av partiet inte betraktades som ortodoxa bolsjeviker. För film i Sovjetunionen tilläts även utländskt sponsorkapital. 
Majakovskij och Gorkij kom att anpassas till positiv skildring av partiets visioner för NEP. Jesenin och Majakovskij begick båda självmord, 1925 respektive 1930. Marc Chagall försökte från början medverka till målarkurser för fabriksarbetare men kom snart på kollisionskurs med bolsjevikestetiken och valde att emigrera.[källa behövs] Intellektuell diskussion om livets mening med anor i till exempel Fjodor Dostojevskij försvann från scenen liksom dennes verk. Våren 1922 deporterades ett dussin ledande ryska intellektuella, bland andra filosofen Nikolaj Berdjajev. Kyrkor motverkades dels genom mord på flera biskopar, med motiveringen att kyrkan inte ville sälja egendomar för att motverka svält,[källa behövs] och dels genom att medverka till splittring.